# El Hajeb
El Hajeb (in arabo الحاجب‎?, al-Ḥājib; in berbero: ⴻⵍⵃⴰⵊⴻⴱ) è una città del Marocco, nella provincia di El Hajeb, nella regione di Fès-Meknès.

## Galleria d'immagini

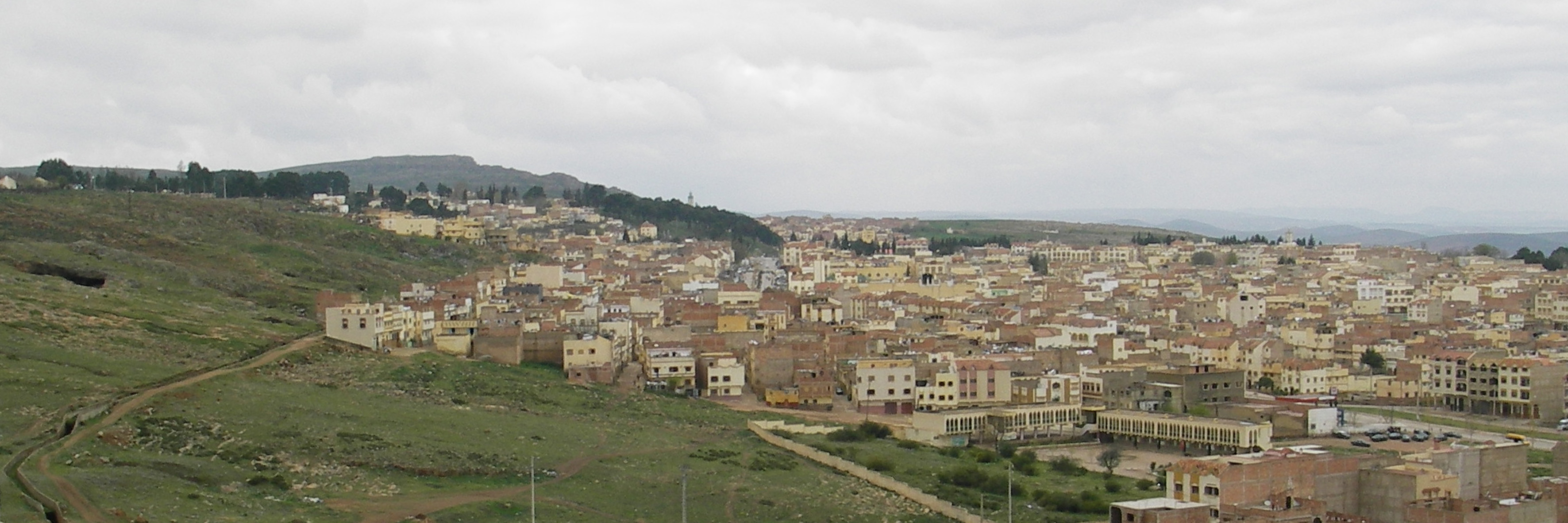
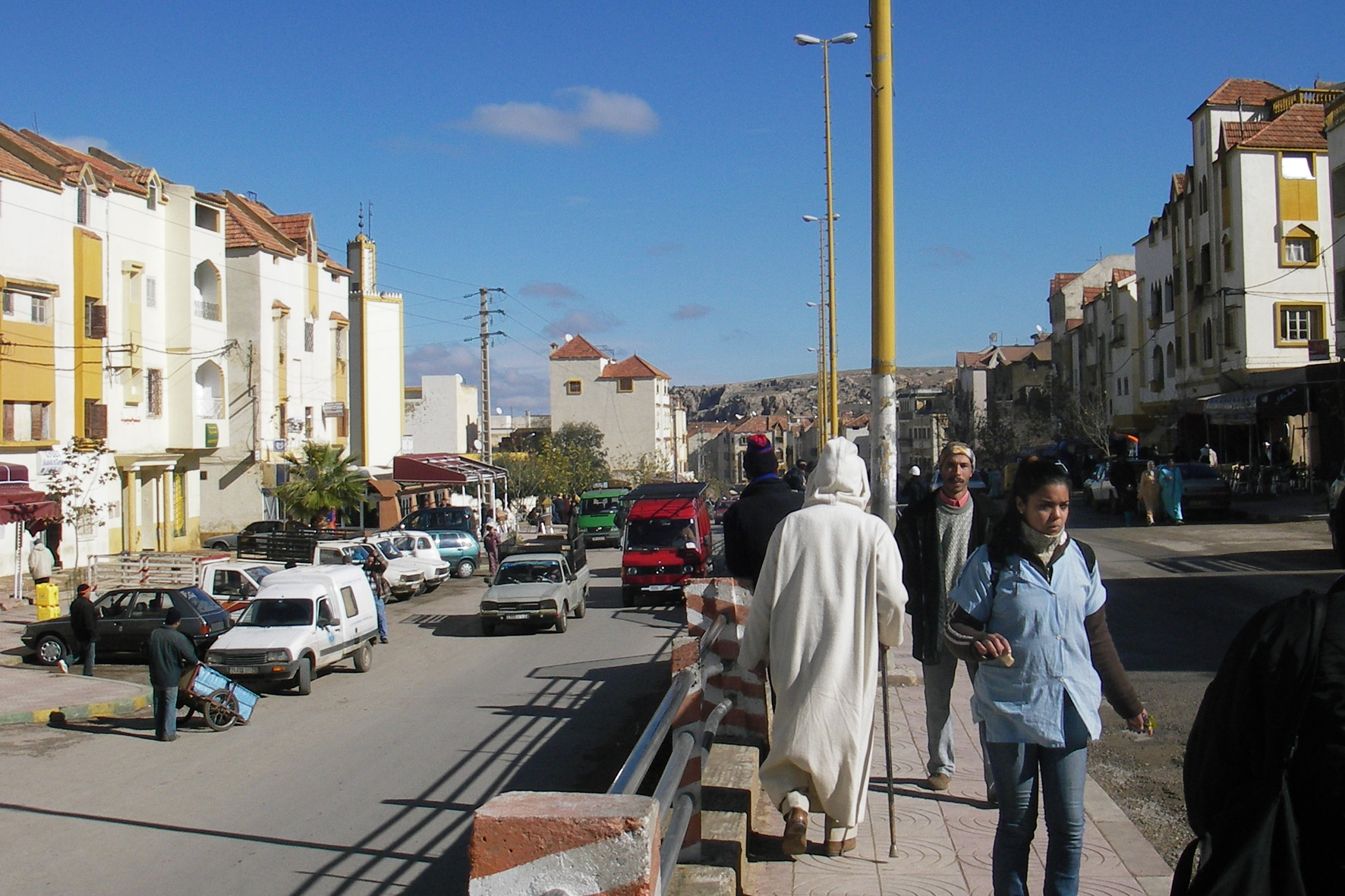
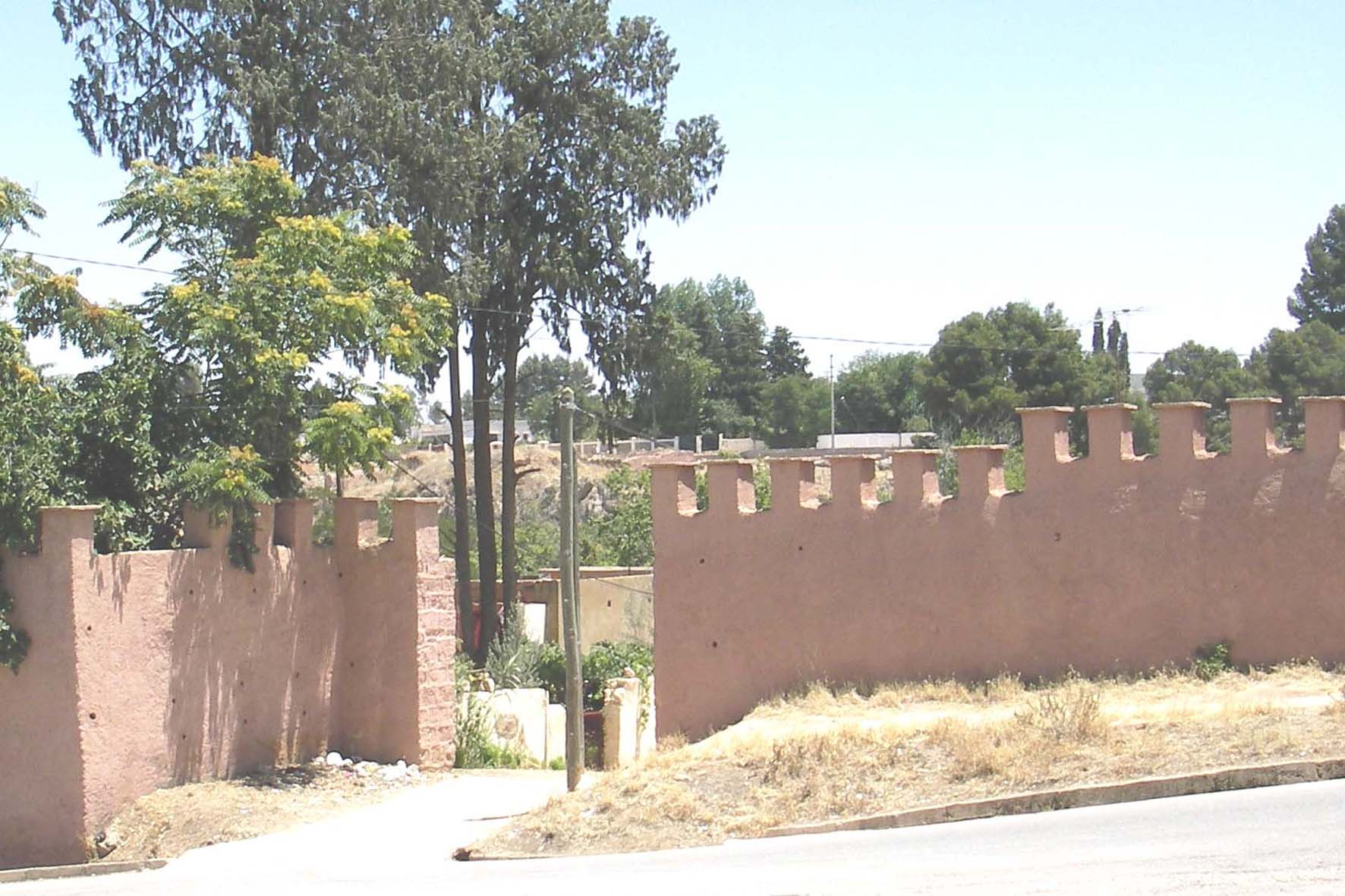
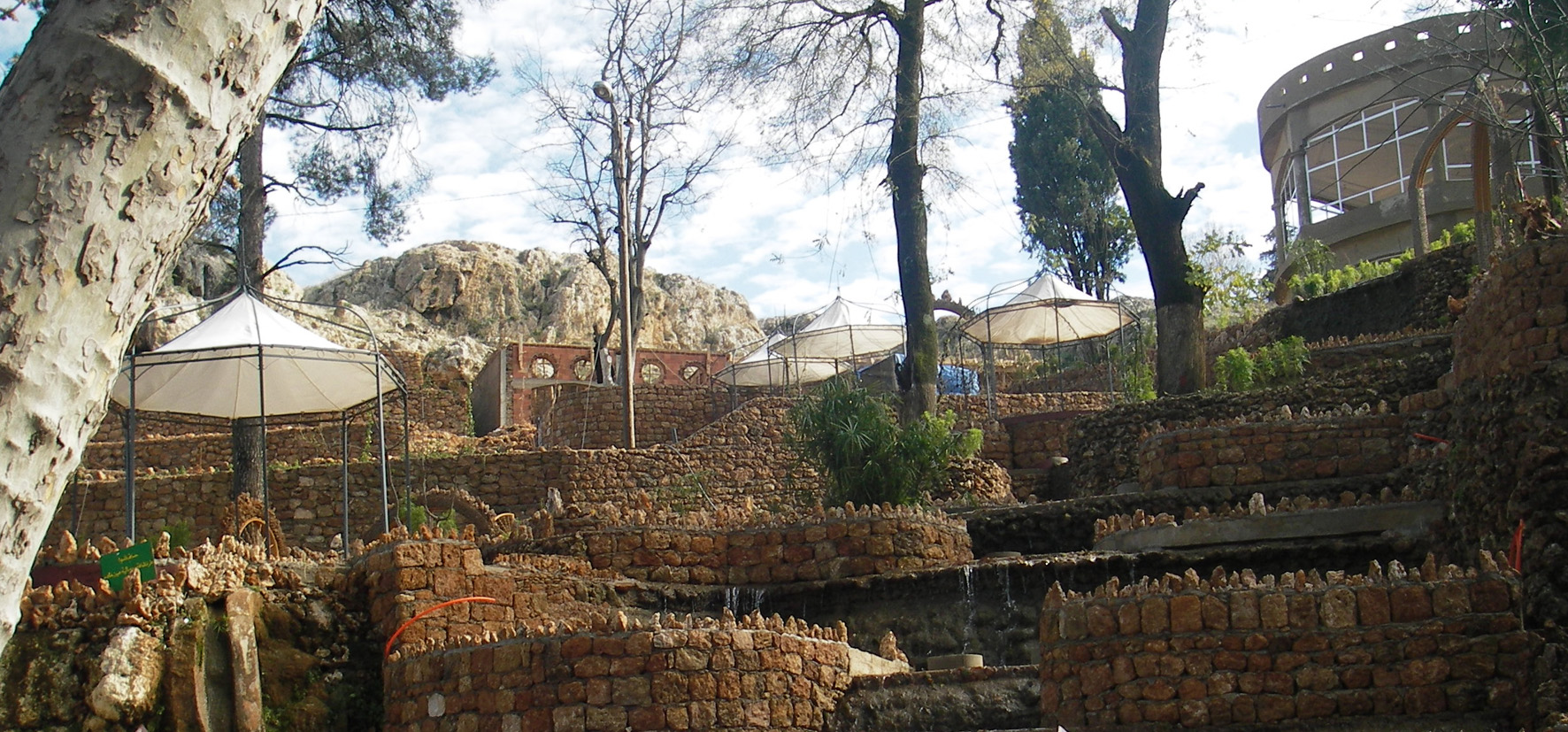

## Geografia fisica
La città si trova su uno dei primi contrafforti dell'Atlante, a circa 60 km ad ovest di Fès, 30 km a nord di Azrou e a 200 km ad est da Casablanca.